# Округ Ли (Алабама)
Округ Ли (енгл. Lee County) је округ у америчкој савезној држави Алабама. По попису из 2010. године број становника је 140.247. Седиште округа је град Опелајка.

## Демографија
Према попису становништва из 2010. у округу је живело 140.247 становника, што је 25.155 (21,9%) становника више него 2000. године.
| Група             | 2000.          | 2010.          |
| Белци             | 84.298 (73,2%) | 97.900 (69,8%) |
| Афроамериканци    | 26.071 (22,7%) | 31.901 (22,7%) |
| Азијати           | 1.875 (1,6%)   | 3.658 (2,6%)   |
| Хиспаноамериканци | 1.645 (1,4%)   | 4.571 (3,3%)   |
| Укупно            | 115.092        | 140.247        |